# جان مک‌فارلین (بازیکن فوتبال)
جان مک‌فارلین (انگلیسی: John McFarlane؛ زادهٔ ۲۴ دسامبر ۱۹۱۱) بازیکن فوتبال، و سرمربی (فوتبال) اهل بریتانیا است.
از باشگاه‌هایی که در آن بازی کرده‌است می‌توان به باشگاه فوتبال ووستر سیتی، باشگاه فوتبال لیورپول، و باشگاه فوتبال نورث‌همپتون تاون اشاره کرد.